# 도라에몽 노비타와 미래 공책
극장판 도라에몽: 진구와 미래 공책(映画ドラえもん のび太と未来ノート 도라에몽 노비타토 미라이 노토[*])은 신에너지산업기술종합개발기구와 협력하여 만든 도라에몽의 OVA 작품으로 1994년에 발매되었다.

## 줄거리
진구외 4명이 자신들이 생각하는 미래를 도라에몽의 미래 공책에 쓴다. 그리고 도라에몽에게 부탁해서 타임머신을 타고 미래로 간다. 그러나 그 미래는 자연환경이 없는 죽음의 세계가 인간을 대신하여 로봇끼리 석유 등의 자원을 서로 빼앗고 있었다.
현대로 돌아와서 미래노트를 어떻게든 하려고하면 미래가 바뀌어서 도라에몽의 에너지가 소진되어 버려서 공룡 시대로 간 끝에 타임머신도 소멸해 버렸다. 과연 그들은 도라에몽을 충전하고 공룡 시대에서 탈출할 수 있을지!?

## 비밀도구들
- 타임머신
- 빅라이트
- 타케 헬리콥터

외 3개.

### 기타
- 돋보기 (이 돋보기는 도구가 아닌 그냥 일반 돋보기이지만, 나중에는 중요한 역할을 해낸다.)

## 등장인물
도라에몽
오오야마 노부요
노비 노비타
오오하라 노리코
호네카와 스네오
키모츠키 카네타
미나모토 시즈카
노무라 미치코
고다 타케시
타테카베 카즈야
노비 타마코
치지마쓰 사치코
미이짱
와타나베 쿠미코
카메로봇
반도 나오키
자메로봇
카니로봇

## 각각의등장인물이 생각하는 미래
노비타
석유 등의 자원을 공짜로 한다.
시즈카
사람들이 평화롭게 지내고, 매일 목욕을 한다.
스네오
모든 일을 로봇이 해준다.
자이언(타케시)
24시간 놀고 먹는다.
- 이러한 생각들을 미래 공책에 적고, 미래는 돔이 생기고 돔안에서는 그들이 원하는 현실(자원은 무료고 평화롭게 지내고 매일 목욕을 하고 모든 일을 로봇이 해주고 24시간 먹고 놀 수 있다.)이 이뤄지고 돔 밖에서는 자연환경이 파괴되며 엉망진창이 된다.

## 스태프
- 원작 - 후지코 F. 후지오
- 각본 - 메시사와 신타로
- 작화감독 - 토미나가 사다요시
- 미술감독 - 아카시 세이코
- 음악 - 키쿠치 슌스케
- 녹음 - AUDIO PLANNING U
- 연출 - 요네타니 요시모토
- 제작 - 아사히쓰신사, 쇼가쿠칸프로덕션, 신에이 동화
- 기획・발행 - 신에너지산업기술종합개발기구 (NEDO)

## 주제곡
엔딩 테마:
삽입곡:

## 수록 미디어
본 작품은 홍보용 교육 비디오를 주 목적으로 제작되었기 때문에 오랫동안 시판되지 않다가 2004년에 도라에몽 영화 25주년 기념 차원에서 간행된 잡지 난 도라에몽 13호의 부록 DVD에 수록되었다.

## 같이 보기
- 도라에몽
- 신에너지산업기술종합개발기구